# Vledder (dorp)

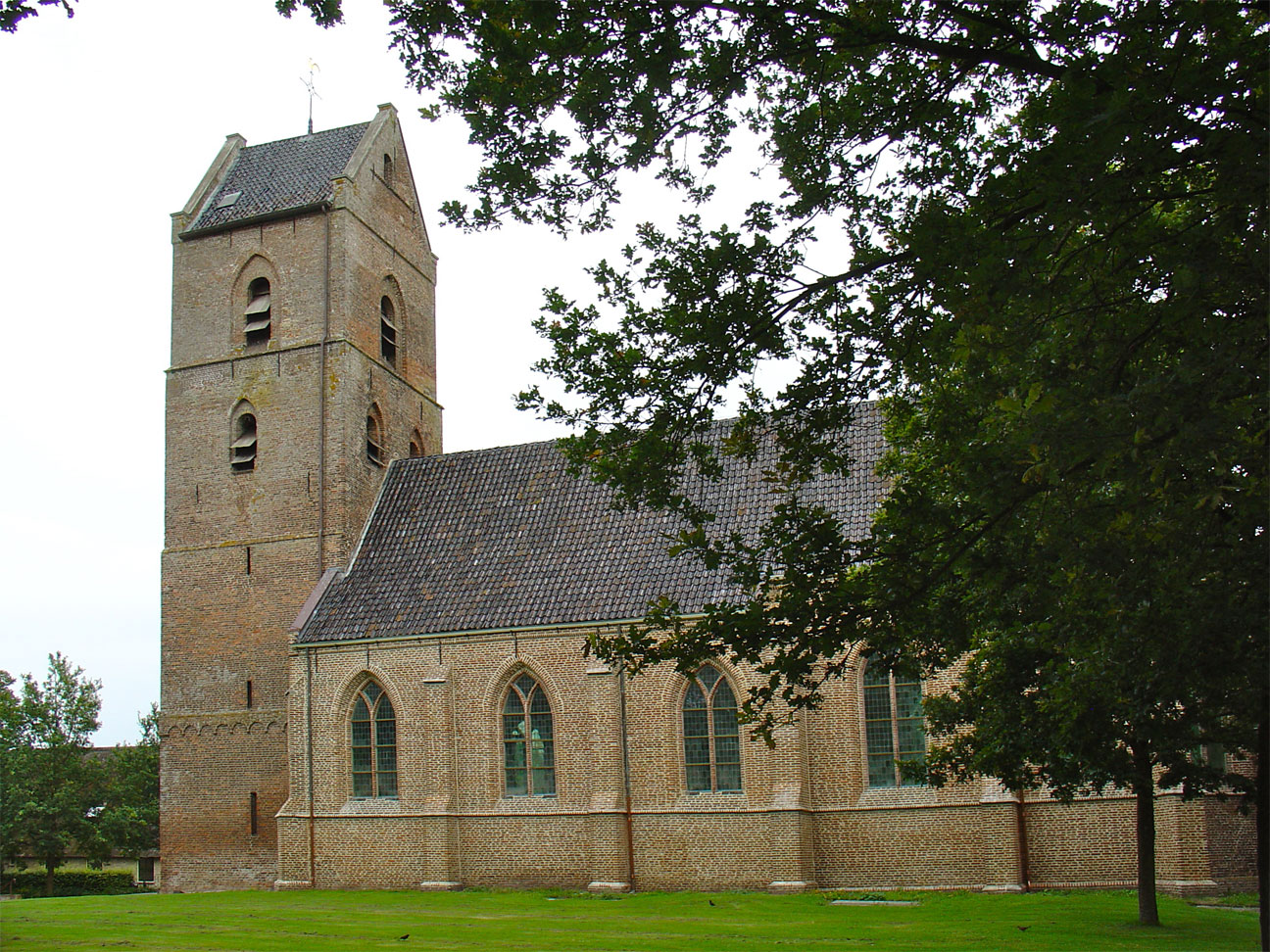
Johannes de Doperkerk

Vledder is een esdorp in de gemeente Westerveld, in de Nederlandse provincie Drenthe. Het ligt ten noorden van Meppel en ten noordoosten van Steenwijk, tussen Frederiksoord en Wapse in.
Vledder kent, net als vele andere Drentse brinkdorpen, een lange geschiedenis. In de omgeving van Vledder zijn diverse grafheuvels en urnenvelden gevonden uit de nieuwe steentijd. Er zijn diverse prehistorische vondsten gedaan zoals stenen bijlen, barnsteen en urnen.
De naam Vledder duidt op een natte plaats. De twee oudste straten van het dorp liggen dan ook rondom een lagere plek die vroeger vrij nat was. Het dorp heeft twee brinken, die in de volksmond de grote en de kleine brink genoemd worden. Zoals bij alle esdorpen, ligt niet ver van het dorp een beek, de Vledder Aa. Het Vledderveld achter de es is nu een boswachterij van Staatsbosbeheer. Bij dit Vledderveld was van 1939 tot 1981 Kamp Vledder gevestigd.
In het huidige dorp wonen een kleine 2000 inwoners. Tot de gemeentelijke herindeling van 1998 was Vledder een zelfstandige gemeente van zo'n 3500 inwoners. Tot die gemeente behoorden naast Vledder zelf de dorpen Vledderveen, Wilhelminaoord, Doldersum, Boschoord, Frederiksoord en Nijensleek.
De Johannes de Doperkerk heeft net als de kerken van Norg en Anloo in Drenthe een zadeldaktoren. Ook staat er in het dorp een kleine korenmolen.
In het dorp zijn twee musea:
- Museums Vledder, voor grafiek, glaskunst en valse kunst;[3]
- Miramar Zeemuseum, een schelpen- en zeemuseum.[4]

Aan de Brink is een monument voor de achttien burgerslachtoffers uit het dorp die de Tweede Wereldoorlog niet overleefden. Hier worden ook drie van de zes leden van de Familie Georg-Reinhardt genoemd en het is daarmee het eerste oorlogsmonument van het land waar  Roma of Sinti worden herdacht.
Vijf kilometer van Vledder ligt het Nationaal Park Drents-Friese Wold.
De voetbalclub van Vledder heet VV BEW (blauw en wit), opgericht in 1951.

## Geboren
- Hans Hugenholtz (1914-1995), ontwerper van racecircuits en auto's
- Klaske Hiemstra (1954), schrijfster
- Ellen de Vries (1958), journaliste en media-onderzoeker

## Foto's

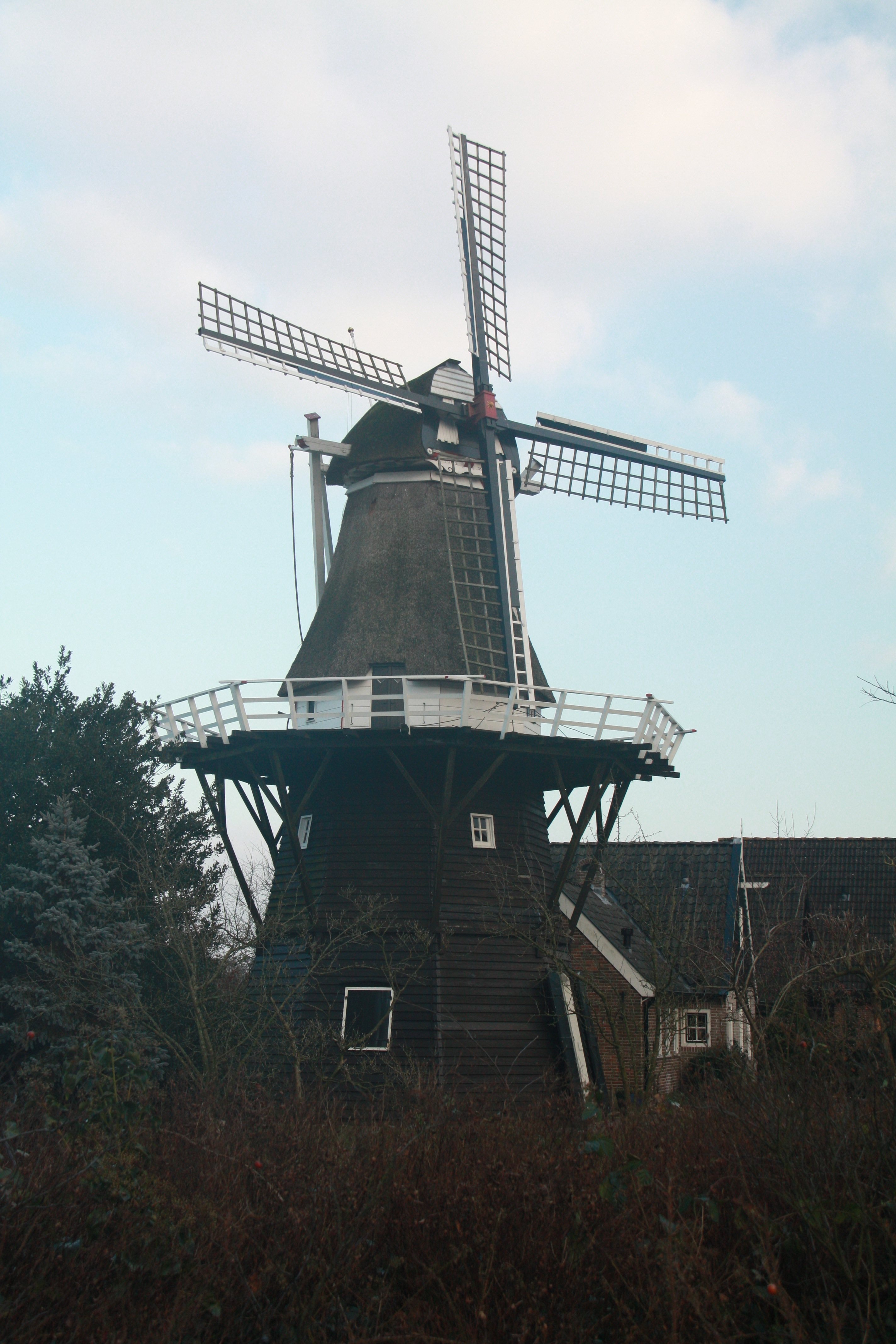
Molen van Vledder
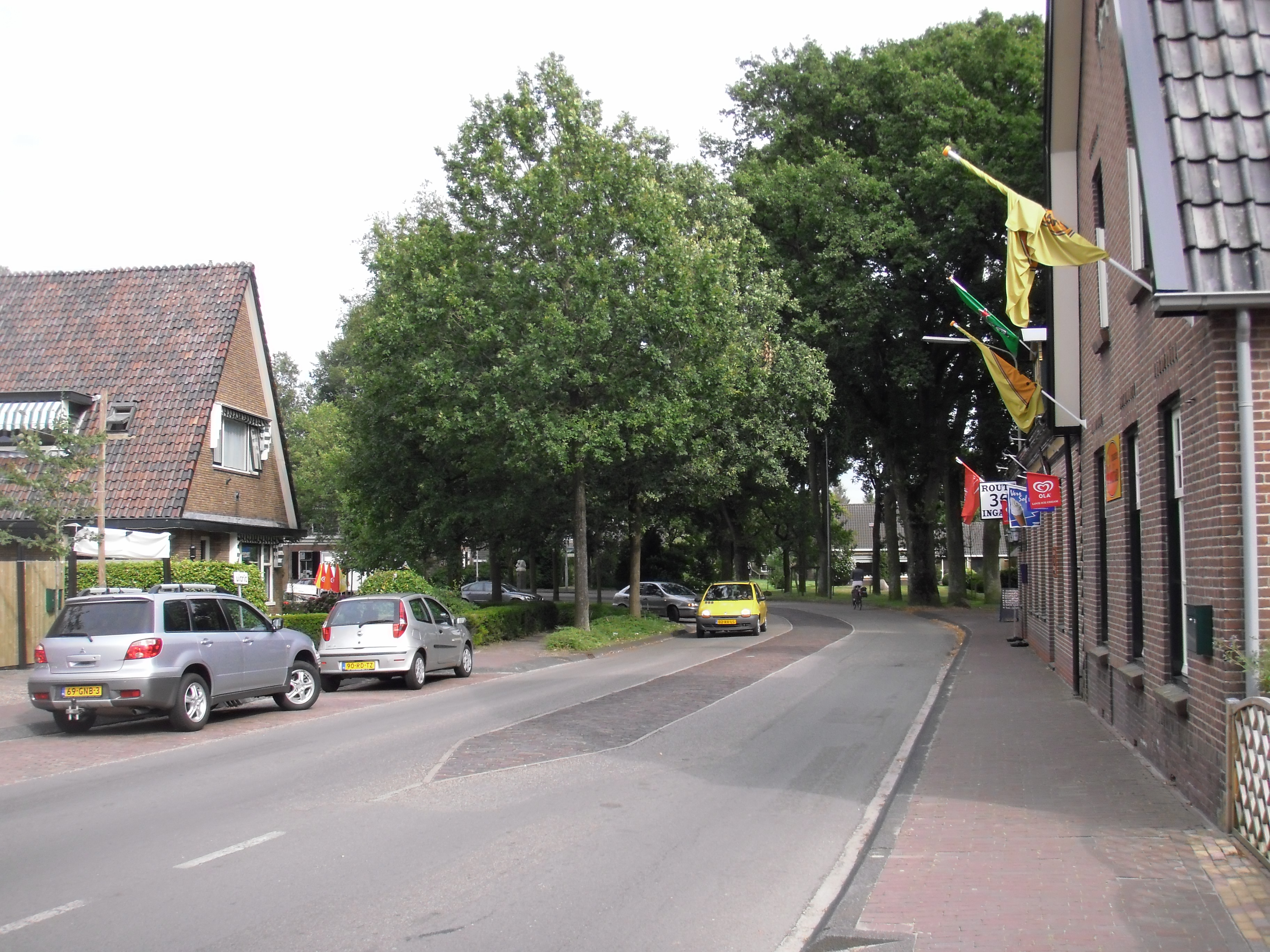
Dorpsstraat
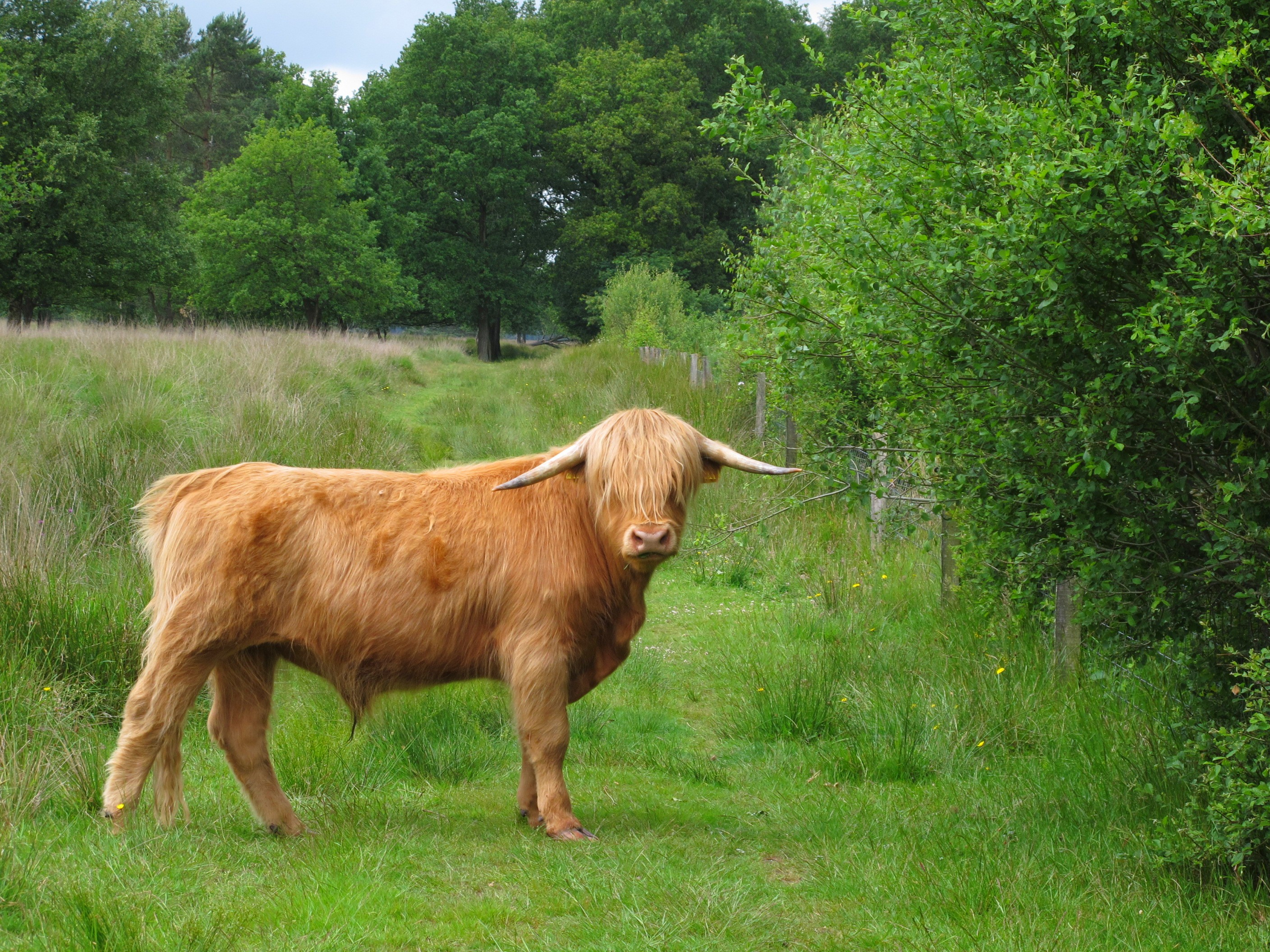
Schotse Hooglander in het gebied Vledder Aa